# 林文月
林文月（1933年9月5日—2023年5月26日），台灣彰化縣人，學者、翻譯家與作家。精通日文和中文，曾翻譯過多部日本文學名著，如《源氏物語》、《枕草子》等，對中國古典文學（尤其是六朝文學）研究深入。

## 生平
林文月之父林伯奏生於台灣彰化縣北斗鎮，至上海留學；其母連夏甸，為連橫長女。故林文月為連橫之外孫女、連震東的外甥女，亦是連戰之表姊。
林文月生於上海日本租界。小時住上海日租界，幼時接受日本式教育啟蒙，小學六年級遷居台灣後才開始接受中文教育。其於國立台灣大學取得中文系學士、碩士學位，1958年研究所畢業後，林文月留任母校執教，為兼顧教書與家庭照顧責任，此後十多年作品以論文為主，1969年獲國科會補助，赴日本京都大學人文科學研究所進行中日比較文學研究，研究題目為《唐代文化對日本平安文壇影響》，此段經歷成為其日後「創作」及「文學翻譯」領域之啟蒙。
1993年從台大退休後，移居美國。直至2023年5月26日病逝。

## 專長
林文月的學術專長在六朝文學、中日比較文學，並曾教授「現代散文」課目。她通曉中、日文，曾翻譯許多日本古典文學作品，包括有《源氏物語》、《和泉式部日記》、《枕草子》等。
除了日文翻譯以及學術論著之外，林文月的散文亦佳，其作品過去常被國立編譯館選入國、高中生中文課本當作教材，〈翡冷翠在下雨〉被收錄在高中國文課本當中。

## 風格與評價
白先勇：“笔意清畅，风格醇厚，寓人世的悲悯欣喜于平淡之中，字里行间辐射温暖与智慧的光芒。”

## 作品

### 散文
- 《京都一年》純文學 1971年；三民書局2007年（修訂二版）
- 《讀中文系的人》洪範書店 1978年
- 《遙遠》洪範書店 1981年
- 《午後書房》洪範書店 1986年
- 《交談》九歌 1988年
- 《作品》九歌 1993年
- 《擬古》洪範書店 1993年
- 《飲酒及與飲酒相關的記憶》洪範書店 1996年
- 《飲膳札記》洪範書店 1999年
- 《生活可以如此美好──林文月自選集》天地圖書 2002年
- 《林文月精選集》九歌 2002年
- 《回首》洪範書店 2004年
- 《人物速寫》聯合文學 2004年
- 《寫我的書》聯合文學 2006年
- 《蒙娜麗莎微笑的嘴角》有鹿文化 2009年
- 《千載難逢竟逢》(源氏物語千年紀念) 洪範書店 2009年
- 《文字的魅力：從六朝開始散步》有鹿文化 2016年

### 翻譯
- 《破天而降的文明人》九歌 1984年
- 《枕草子》中外文學1989年；洪範書店2000年
- 《和泉式部日記》純文學 1993年；三民書局1997年
- 《伊勢物語》洪範書店1997年
- 《源氏物語》洪範書店2000年
- 《十三夜：樋口一叶小說選》洪範書店2004年

### 論著
- 《南朝宮體詩研究》台大文學院 1965年
- 《唐代文化對日本平安文壇的影響》台大文學院 1972年
- 《山水與古典》純文學 1976年；三民書局1997年
- 《青山青史：連雅堂傳》中國出版社 1980年
- 《謝靈運》國家出版社 1982年
- 《澄輝集：古典詩詞初探》洪範書店1983年
- 《中古文學論叢》大安 1989年
- 《中國古典文學研究叢刊》巨流 1993年
- 《連雅堂傳》雨墨文化 1994年
- 《青山青史──連雅堂傳》有鹿文化 2010年

### 兒童文學（改寫）
- 《聖女貞德：愛國少女》東方 1989年
- 《茶花女》東方 1990年
- 《南丁格爾：白衣天使》東方 1992年
- 《小婦人》東方 1993年
- 《居禮夫人：科學之母》東方 1993年
- 《基度山恩仇記》東方 1994年

### 演講影音
- 《最初的讀者》DVD 國立臺灣大學出版中心 2006年

### 編著
- 《臺靜農先生紀念文集》洪範書店 1991年

## 榮譽

### 外国勋章奖章
- 旭日中绶章（日本，2014年11月3日公布[4]）

### 获奖
- 第三屆台北文學獎（《飲膳札記》）
- 第三十一屆行政院文化獎（2012年）

### 褒揚令
2023年7月8日於國立臺灣大學文學院演講廳舉行「永遠的風華─林文月紀念會」，文化部政務次長李靜慧代表出席，並頒贈總統褒揚令，由女兒郭思敏代表受贈。

## 大事紀

### 受教育時期（1933年－1959年）
- 1933年 出生於上海市日本租界。啟蒙教育為日本語文。
- 1946年春 舉家自上海返回臺灣，自小學六年級開始學習中國語文。同年秋，考取北二女（現在的中山女中）。林文月自上海返台，報考中學時間過晚，當年度只有北二女還可以報考，三年後直升高中部。
- 1952年 考取臺灣大學中文系，及師範學院藝術系，選讀前者。
- 1957年 與郭豫倫先生結婚。次年中文研究所畢業，留母校任教。

### 臺大任教時期（1959年－1993年）
- 1960年 至1966年間，編譯《聖女貞德》、《居禮夫人》、《南丁格爾》、《茶花女》、《小婦人》、《基督山恩仇記》（東方出版社）。
- 1966年 出版《謝靈運及其詩》（學術論著）。
- 1967年 出版《澄輝集》（學術論著）。
- 1969年 獲國科會資助赴日，任京都大學人文科學研究所「研修員」一年。
- 1970年 出版《京都一年》（遊記）。
- 1972年 出席京都國際筆會，提出日文論文<桐壺と長恨歌>。次年自譯為中文，並附<源氏物語：桐壺>譯文，發表於《中外文學》，始啟《源氏物語》譯文連載之緣，五年半而譯竟。
- 1977年 出版《山水與古典》（學術論著）。出版《謝靈運》（傳記文學），及《青山青史－連雅堂傳》（傳記文學）。
- 1978年 出版《讀中文系的人》（散文、論著）。《源氏物語》（日本古典文學譯註）五冊本初版。
- 1981年 初版《遙遠》（散文集）
- 1982年 《源氏物語》修訂版上、下二大冊本出版。《遙遠》獲得第五屆中興文藝獎散文項獎章。
- 1984年 出版《破天而降的文明人》（薩摩亞酋長演講稿集翻譯）。
- 1986年 出版《午後書房》（散文集），獲得第九屆時報文學獎散文推薦獎。
- 1987年 獲為香港翻譯學會榮譽會員。
- 1988年 出版《交談》（散文集），獲得第十四屆（1989）國家文藝獎散文類獎。
- 1989年 為美國西雅圖華盛頓大學客座教授。出版《枕草子》（日本古典文學譯註）。
- 1989年 出版《中古文學論叢》（學術論著）。
- 1991年 編印《臺靜農先生紀念論文集》。

### 退休時期（1993年－2023年）
- 1993年 自臺大退休。為美國加州史丹福大學客座教授。出版《作品》（散文集）、《擬古》（散文集）、《和泉式部日記》（日本古典文學譯註）、《風之花》（散文選集，在大陸出版）。 獲聘為臺灣大學中文系榮譽教授。
- 1994年 《源氏物語》獲得第十九屆國家文藝獎翻譯成就獎。應邀於香港中文大學新亞書院演講
- 1995年 為美國加州大學柏克萊分校客座教授。獲日本東亞同文書院紀念賞。
- 1997年 出版《伊勢物語》（日本古典文學譯註）、《夏天的會話》（散文選集，在大陸出版）。
- 1998年 始為日本《アジアエコ－》定期撰寫日文隨筆。
- 1999年 為捷克查理斯大學客座教授。出版《飲膳札記》。
- 2000年 出版《Devět zastavení》（捷克文，譯六朝詩選講義）。《飲膳札記》獲第三屆臺北文學獎。十一月將手中現存之著作手稿、著作自藏本及畫作等資料捐贈臺大圖書館永久典藏。
- 2001年 臺大圖書館於四月十二日起至六月三十日舉辦『林文月教授手稿資料展─臺大近代名家手稿系列展之二』與座談會、專題演講等系列活動。臺大頒贈感謝狀。
- 2007年 與余光中先生、呂紹嘉先生、蔡振水先生、朱國瑞先生、陳恆昭先生、蔡明介先生、施崇棠先生、李家同先生一共九位，共同獲選為國立台灣大學傑出校友。
- 2012年 獲得行政院文化獎。
- 2023年5月26日於美國加州奧克蘭去世。[7]

## 致敬活動
2016年11月17日，由國家圖書館與趨勢教育基金會聯合推出「向林文月致敬」系列活動。林文月在古典文學研究、日文翻譯、散文寫作等方面有相當高的成就，也對臺灣的學界和文壇有深遠的影響。活動透過展覽、研談會、電影放映等活動，引領大眾認識林文月的文學境界和優雅的人格特質，並進一步以人文精神催化社會氛圍，以文學為社會扎根。 
- 展覽：《記憶中的一爿書店》，於2016年11月17日~12月17日在國家圖書館文教區一樓展覽廳。
- 研談會：《徘徊文字間─聽他們談林文月》，於2016年11月19日在國家圖書館文教區三樓國際會議廳。12月25日在國立教育廣播電臺播音。
- 目宿媒體「他們在島嶼寫作」系列紀錄片：《讀中文系的人》 （页面存档备份，存于），於2016年11月19日在國家圖書館文教區三樓國際會議廳。

## 外部連結
- 東華大學 - 台灣文學資料庫 （页面存档备份，存于）
- 臺大近代名家手稿系列展之二 - 林文月
- 臺灣大學圖書館專題書單 - 當代中文作家系列 - 林文月
- 《名人對談-林文月.郭思敏》聯合報 2006/12/19